# Klasický dostih
Klasický dostih je nejdůležitější dostihovou výkonnostní zkouškou anglických plnokrevníků. Jedná se o dostih pro tříleté koně, ve kterém nesou všichni účastníci stejnou hmotnost, jen klisny mají oproti hřebcům úlevu 1,5 kg.

## Česká republika
V České republice se běhá celkem pět klasických rovinových dostihů:
- Jarní cena klisen (1600 m) – dostih pouze pro klisny
- Velká jarní cena (1600 m)
- České derby (2400 m)
- Oaks – Memoriál ing. Bohumila Tichoty (2400 m) – dostih pouze pro klisny
- St. Leger (2800 m)

Zvítězí-li kůň ve všech dostizích, vypsaných pro klisny, hřebce i valachy, získá tzv. Klasickou trojkorunu.
Klasické dostihy se běhají i v dostizích klusáků.

## Významné světové klasické dostihy
Většina států, hodnotících chov anglických plnokrevníků, pořádá obdobu nejslavnějšího klasického dostihu – derby. Existuje tak Irské derby, Slovenské derby i Australské derby. Obdobně se v různých státech můžeme setkat s dostihy, nesoucí po britském vzoru název Derby, St. Leger či Oaks. Někdy je název změněn (samo anglické derby nese název Epsom Derby), ale délka tratě zůstává zachována, jindy se od anglického vzoru liší i délkou tratě. Tak se třeba japonské derby jmenuje Tokyo Yūshun (běží se na 2400 m) a japonský St. Leger Kikuka Sho (běží se na 3000 m, zatímco britský St. Leger je na 2937 m a kupříkladu irský na 2816 m). Základním určením pro formální i neformální označení dostihu jedním ze tří uvedených názvů zůstává délka tratě, vhodná buď pro sprintery, vytrvalce, nebo supervytrvalce.